# 주노르웨이 대한민국 대사관
주 노르웨이 대한민국 대사관은 1972년 노르웨이 오슬로에 개설된 대한민국 외교부 소속의 대사관이다.

## 관할지역
- 노르웨이
- 아이슬란드[3]

## 역대 공관장
| 대수        | 성명           | 임기                      |
| ----------- | -------------- | ------------------------- |
| 제1대 대사  | 남 철(南 鐵)   | 1973년 8월 ~ 1976년 6월   |
| 제2대 대사  | 한상국(韓相國) | 1976년 6월 ~ 1980년 11월  |
| 제3대 대사  | 최석신(崔奭信) | 1980년 11월 ~ 1984년 4월  |
| 제4대 대사  | 이규현(李揆現) | 1984년 4월 ~ 1985년 11월  |
| 제5대 대사  | 송성한(宋成漢) | 1985년 11월 ~ 1989년 3월  |
| 제6대 대사  | 김정훈(金正勳) | 1989년 3월 ~ 1991년 2월   |
| 제7대 대사  | 김병연(金炳連) | 1991년 2월 ~ 1993년 11월  |
| 제8대 대사  | 최대화(崔大和) | 1993년 11월 ~ 1995년 2월  |
| 제9대 대사  | 권영민(權寧民) | 1995년 2월 ~ 1997년 10월  |
| 제10대 대사 | 양세훈(梁世勳) | 1997년 10월 ~ 1999년 3월  |
| 제11대 대사 | 박경태(朴慶泰) | 1999년 3월 ~ 2002년 6월   |
| 제12대 대사 | 최병효(崔秉孝) | 2002년 9월 ~ 2005년 3월   |
| 제13대 대사 | 김영석(金榮錫) | 2005년 3월 ~ 2007년 9월   |
| 제14대 대사 | 최병구(崔炳九) | 2007년 9월 ~ 2010년 9월   |
| 제15대 대사 | 이병현(李炳鉉) | 2010년 9월 ~ 2013년 10월  |
| 제16대 대사 | 이병화(李炳和) | 2013년 10월 ~ 2015년 10월 |
| 제17대 대사 | 박해윤(朴海潤) | 2015년 10월 ~ 2017년 12월 |
| 제18대 대사 | 남영숙(南英淑) | 2018년 5월 ~ 2021년 5월   |
| 제19대 대사 | 김필우         | 2021년 6월 ~              |

## 같이 보기
- 노르웨이-대한민국 관계
- 주한 노르웨이 대사관
- 대한민국의 재외공관 목록
- 노르웨이 주재 외국공관 목록
- 대한민국의 재외공관 목록